# Hans-Joachim Maass
Hans-Joachim Maass (* 8. Februar 1937 in Göteborg; † 9. Februar 2012 in Neumünster) war ein deutscher Übersetzer.

## Karriere
Neben seiner Übersetzertätigkeit war er Lektor beim Hamburger Verlag Hoffmann und Campe sowie lange Zeit Herausgeber der Buchreihe des Magazins stern. Maass übersetzte zahlreiche Werke v. a. der Kriminalliteratur aus dem Englischen und Schwedischen, darunter Romane von Michael Crichton, Don Winslow, Sean Rowe und Sjöwall/Wahlöö. Außerdem übertrug er Werke von August Strindberg, Per Olov Enquist, Irvin D. Yalom, Jan Guillou und Ingmar Bergman ins Deutsche.